# Nazionale maschile di football americano dell'Algeria
La nazionale di football americano dell'Algeria è la selezione maggiore maschile di football americano della Federazione Algerina di Football Americano, che rappresenta l'Algeria nelle varie competizioni ufficiali o amichevoli riservate a squadre nazionali.

## Risultati
Legenda: Grassetto: Risultato migliore, Corsivo: Mancate partecipazioni

## Dettaglio stagioni

### Amichevoli
| Stagione | Vin | Par | Per | Tot | PF | PS | avversaria                                       |
| -------- | --- | --- | --- | --- | -- | -- | ------------------------------------------------ |
| 2013     | 1   | 0   | 1   | 2   | 58 | 12 | Centurions de Chalon-sur-Saône, Francia under 19 |
| 2014     | 1   | 0   | 0   | 1   | 30 | 6  | Neuchâtel Knights                                |
| Totale   | 2   | 0   | 1   | 3   | 88 | 18 |                                                  |

Fonte: americanfootballitalia.com

### Riepilogo partite disputate
| Anno            | Luogo            | Evento     | Fase del torneo | Incontro                                 | Risultato |
| 30 giugno 2013  | Villepinte       | Amichevole |                 | Francia under 19 - Algeria               | 12 - 0    |
| 14 ottobre 2013 | Chalon-sur-Saône | Amichevole |                 | Centurions de Chalon-sur-Saône - Algeria | 0 - 58    |
| 4 ottobre 2014  | Neuchâtel        | Amichevole |                 | Neuchâtel Knights - Algeria              | 6 - 30    |

## Confronti con le altre Nazionali
Questi sono i saldi dell'Algeria nei confronti delle Nazionali e selezioni incontrate.

### Saldo positivo
| Nazionale        | Giocate | Vinte | Pareggiate | Perse | PF | PS | Ultima vittoria | Ultimo pari | Ultima sconfitta |
| ---------------- | ------- | ----- | ---------- | ----- | -- | -- | --------------- | ----------- | ---------------- |
| Francia under 19 | 1       | 0     | 0          | 1     | 0  | 12 | -               | -           | 2013             |